# 瑪法達 (作家)
瑪法達（英語：Mafalda，臺灣星座專家、星座書籍作家、電視節目星座顧問、藝人、專欄作家，臺灣大學政治學系和美國哥倫比亞大學研究所畢業，在台大读书的时候江宜桦是他的同班同学。她的筆名源於阿根廷漫画《娃娃看天下》中的儿童角色Mafalda。
從2001年開始，瑪法達在《台灣壹週刊》寫「瑪法達看星星」專欄，預測一周星座運勢。 
她是臺灣偶像劇《星座女人系列之金牛座》(1998年)、《星座愛情系列》首部曲《星座愛情牡羊女》(2015年)監製。

## 參看
- 唐立淇
- 薇薇安 (台灣星座專家)